# Lars Otterstedt
Lars Gudmund Otterstedt, född 18 augusti 1967, är en svensk skådespelare, regissör, scenograf och kostymdesigner.
Lars Otterstedt gick på Teaterhögskolan i Stockholm 1993-1996. Han har varit anställd skådespelare i Riksteatern Creas fasta ensemble och även regisserat flera av teaterns uppsättningar. Han har också varit en återkommande skådespelare vid norska motsvarigheten till Riksteatern Crea, Teater Manu. Han har även medverkat i internationella produktioner, både på scen och film och TV, som till exempel i den schweiziska filmen Antonias resa från 2001.
Åren 2010–2014 arbetade han som huvudlärare för skådespelarutbildningen på svenskt teckenspråk på Stockholms Dramatiska Högskola. 
Idag är han i huvudsak frilansande regissör men fungerar även som scenograf och kostymdesigner.

## Produktioner

### Filmografi
- Antonias resa (2001)
- Salt & peppar (2024)

### Television
- Inte värre än andra (2013)
- Møkkakaffe (2013)

### Teater
- Odyssén (2007)